# Нижний Херахой
Нижний Херахой — село в Итум-Калинском районе Чеченской Республики.

## Название
Названия аула связано с древним этнонимом хурриты.

## География
Расположено на правом берегу реки Аргун к северо-востоку от районного центра села Итум-Кали.
Ближайшие населённые пункты: на севере — Верхний Исхой, на северо-западе — Конжухой, на западе — Кокадой, на юге — Верхний Херахой и Тазбичи.

## История
В 1944 году коренное население ЧИ АССР было выселено. После восстановления ЧИ АССР чеченцам было запрещено возвращаться в свои исконные районы: Галанчожский, Шатойский и Итум-Калинский.